# Туровец (Житомирская область)

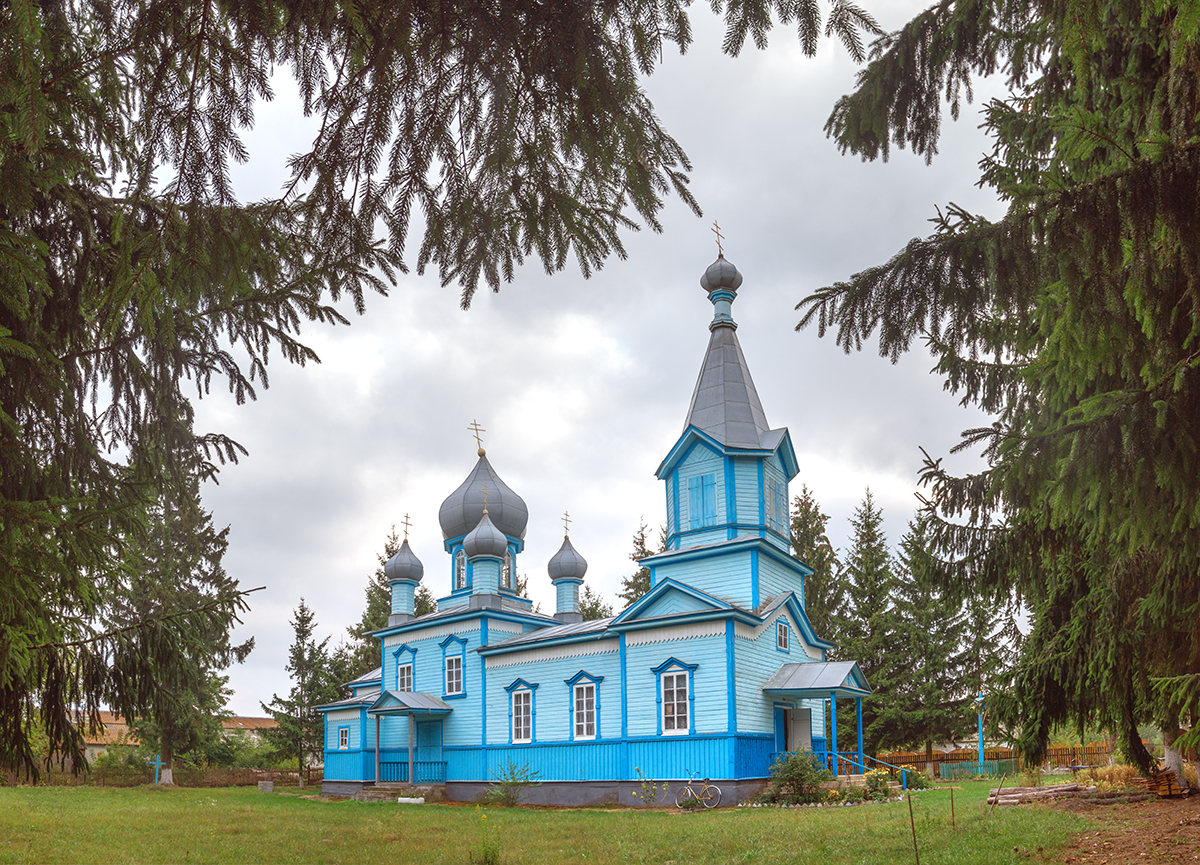
Свято-Успенская церковь 1912 г. постройки

Турове́ц (укр. Туровець) — село на Украине, находится в Житомирском районе Житомирской области.
Код КОАТУУ — 1822087901. Население по переписи 2001 года составляет 244 человека. Почтовый индекс — 12435. Телефонный код — 412. Занимает площадь 1,259 км².

## Адрес местного совета
12435, Житомирская область, Житомирский р-н, с. Туровец, ул. Канарских, 34